# Coppa Harwester 1919-1920
La Coppa Harwester 1919-1920 è stata l'ottava edizione del campionato rumeno di calcio disputata tra l'ottobre e il dicembre 1919 e vide la vittoria finale del Venus București, al suo primo titolo.
In contemporanea iniziò la quarta edizione della Coppa Jean Luca Niculescu, che ebbe maggior successo raccogliendo sette adesioni, ma dato che anche questo torneo fu vinto dal Venus București, il titolo nazionale stagionale non fu in discussione.

## Formula
Il torneo, originariamente denominato Cupa Harwester 1919-1920, fu il primo dopo la ripresa dell'attività agonistica ufficiale a seguito della prima guerra mondiale e vide quattro squadre partecipanti che si affrontarono in gare di andata e ritorno.
Fu il primo campionato organizzato dalla neonata Uniunii Cluburilor de Fotbal Asociație (Associazione dei Club di Football) insieme alla Federația Societăților Sportive din România  (Federazione delle Società Sportive in Romania). Gli incontri Prahova - Colțea, Tricolor - Prahova e Colțea - Prahova non furono disputati.

## Classifica finale
|  | Pos. | Squadra            | Pt | G | V | N | P | GF | GS | DR |
|  | ---- | ------------------ | -- | - | - | - | - | -- | -- | -- |
|  | 1.   | Venus București    | 9  | 6 | 4 | 1 | 1 | 8  | 6  | +2 |
|  | 2.   | Tricolor București | 6  | 5 | 3 | 0 | 2 | 9  | 6  | +3 |
|  | 3.   | Colțea București   | 3  | 4 | 1 | 1 | 2 | 4  | 6  | -2 |
|  | 4.   | Prahova Ploiești   | 0  | 3 | 0 | 0 | 3 | 1  | 4  | -3 |

Legenda:

      Campione 
Note:

Due punti a vittoria, uno a pareggio, zero a sconfitta.

### Verdetti
- Venus București Campione di Romania 1919-20.

## Risultati
| Bucarest 5 ottobre 1919 | Colțea București           | 2 – 0 | Tricolor Bucarest | \| Arbitro: \| Mitty Niculescu (Bucarest) \| |
| Arbitro:                | Mitty Niculescu (Bucarest) |       |                   |                                              |

| Ploiești 1919 | Prahova Ploiești | 0 – 1 | Venus Bucarest |  |

| Ploiești 1919 | Prahova Ploiești       | 1 – 2 | Tricolor Bucarest | \| Arbitro: \| G.Nicolescu (Bucarest) \| |
| Arbitro:      | G.Nicolescu (Bucarest) |       |                   |                                          |

| Bucarest 1919 | Colțea București | 0 – 0 | Venus Bucarest | Parcul Sportiv FSSR |

| Bucarest 1919 | Venus Bucarest | 1 – 3 | Tricolor Bucarest | Parcul Sportiv FSSR |

| Bucarest 11 novembre 1919 | Tricolor Bucarest | 3 – 0 | Colțea București | Parcul Sportiv FSSR\| Arbitro: \| C.Sabu (Bucarest) \| |
| Arbitro:                  | C.Sabu (Bucarest) |       |                  |                                                        |

| Bucarest 1919 | Venus Bucarest | 1 – 0 | Prahova Ploiești | Parcul Sportiv FSSR |

| Bucarest 16 novembre 1919 | Venus Bucarest | 3 – 2 | Colțea București | Parcul Sportiv FSSR |

| Bucarest 1919 | Tricolor Bucarest        | 1 – 2 | Venus Bucarest | Parcul Sportiv FSSR\| Arbitro: \| Mario Gebauer (Bucarest) \| |
| Arbitro:      | Mario Gebauer (Bucarest) |       |                |                                                               |